# 50 карбованців
50 українських карбованців (купонів, купонокарбованців) — номінал грошових купюр що випускалися: 
- Українською народною республікою в 1918-1919 роках

- Збройними Силами Півдня Росії в 1919 році

- Українською Соціалістичною Радянською Республікою в 1920 році

- Райхкомісаріатом Україна в 1942-1944 роках

- Національним банком України в 1992-1994 роках

## 50 карбованців 1991 року
Банкноти номіналом 50 карбованців були виготовлені на Спеціальній банківській друкарні у Франції в 1991 році.
Банкноти друкувалися на білому папері. Розмір банкнот становить: довжина 105 мм, ширина — 53 мм. Водяний знак — «паркет».
На аверсному боці банкноти в центральній частині з лівого краю розміщено скульптурне зображення Либеді з Пам'ятного знаку на честь заснування Києва. З правого боку на банкноті містяться написи Україна, Купон, 50 карбованців, Національний банк України та рік випуску — 1991.
На реверсному боці банкноти розміщено гравюрне зображення Софійського собору у Києві та в кожному з кутів позначено номінал купюри. Переважаючий колір обох сторін — зелений.
Банкноти введено в обіг 10 січня 1992, вилучено — 1 жовтня 1994 року.